# Славомир Васић
Славомир Васић (1962) је српски књижевник, песник и афористичар. Живи и ради на Алексиначком Руднику. Најпознатији је по својим збиркама афоризама. Збирка поезије Рударски танго је штампана у неколико издања. Члан је  Удружења књижевника Србије од 2021 г.

## Дела
- Дођох, видех, побегох - афоризми (1996, Погледи, Крагујевац)
- Рударски танго - поезија (2000, Градина, Ниш)[1][2][3]
- Голи у седлу - поезија (2005, Центар за културу Алексинац)
- Тест за штеловање ума - афоризми (2005, Центар за културу Алексинац)
- Исповест билдованог мозга - афоризми (2008, Центар за културу Алексинац)
- Ја сам Србин, а ви како сте- афоризми (2014, Центар за културу Алексинац)[4]
- Хомо сатирикус - афоризми (2019, Центар за културу и уметност Алексинац)
- Сенсибилитас - хронике душе - проза и поезија (2021, Алексинац)
- Секс, лубенице и рокенрол - роман (2022, Алма, Београд)
- Претпремијера апокалипсе - афоризми и пословице (2022, Алма, Београд)
- Стенограм ћутања - афоризми, пословице (2023, Алма, Београд)[5]
- Рударски танго - поезија / фотографија Миодраг Хаџи Миладиновић, друго допуњено издање (2023, Центар за културу Алексинац)
- Страшило - роман, (2023, Алма, Београд)
- Сервантес најпознатији улцињски роб - роман,(2024, Алма, Београд)
- Бунар пун соли : Шабетај Цви : Године изгнанства- роман,  (2024, Aлма, Београд)